# 多尿症
多尿症（英文：Polyuria）是指在一定時間內，所排出的尿量比普通人高。

## 定義
如果飲水量為2000毫升，正常人的尿量介於800毫升－2000毫升。
如果所排出的尿量在一天內高於2500毫升，便是多尿症。

## 造成原因
- 喝過量的水、咖啡或酒。
- 尿崩症
- 糖尿病
- 精神性多渴症，最常發生在30歲以後的女性。
- 腎衰竭
- 鐮型血球貧血
- 鬱血性心衰竭
- 高血鈣症

## 診斷測驗
- 尿液檢查
- 血糖檢查
- 血中尿素氮檢查
- 肌酐酸檢查
- 飲水剝奪測驗，這是用來檢查尿量是否因此減少。
- 血清滲透壓和尿液滲透壓
- 血清電解質